# Viola stewardiana
Viola stewardiana är en violväxtart som beskrevs av Wilhelm Becker. Viola stewardiana ingår i släktet violer, och familjen violväxter. Inga underarter finns listade i Catalogue of Life.

## Bildgalleri

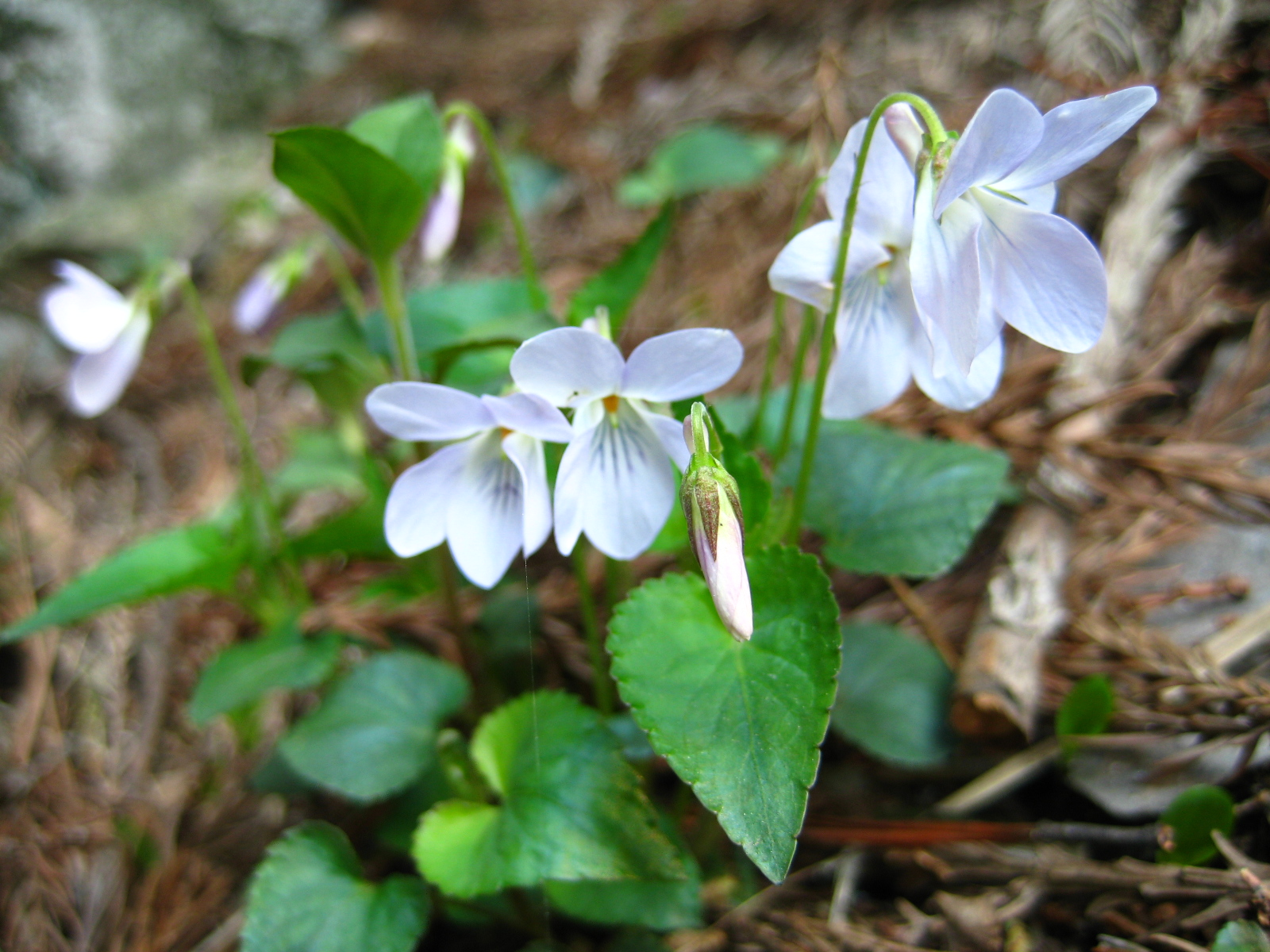